# Ovensteen
Een ovensteen is een platte steen die gebruikt wordt om op te bakken. Er bestaan verschillende soorten ovenstenen. Er zijn ovenstenen die los in de oven geplaatst kunnen worden, al dan niet voorverwarmd. Deze zijn meestal rechthoekig. Er zijn ook ronde ovenstenen die door pizzabakkers gebruikt worden, waarbij de ovensteen langzaam roteert en het te bakken voedsel ronddraait van voor naar achter in de oven en weer terug. Naast het bereiden van pizza's worden ovenstenen ook gebruikt voor het bereiden van brood. Het gebruik van een ovensteen zorgt voor krokanter voedsel aangezien de ovensteen meer vocht kan opnemen dan een pan waarin gebakken wordt.